# 登陸作戰

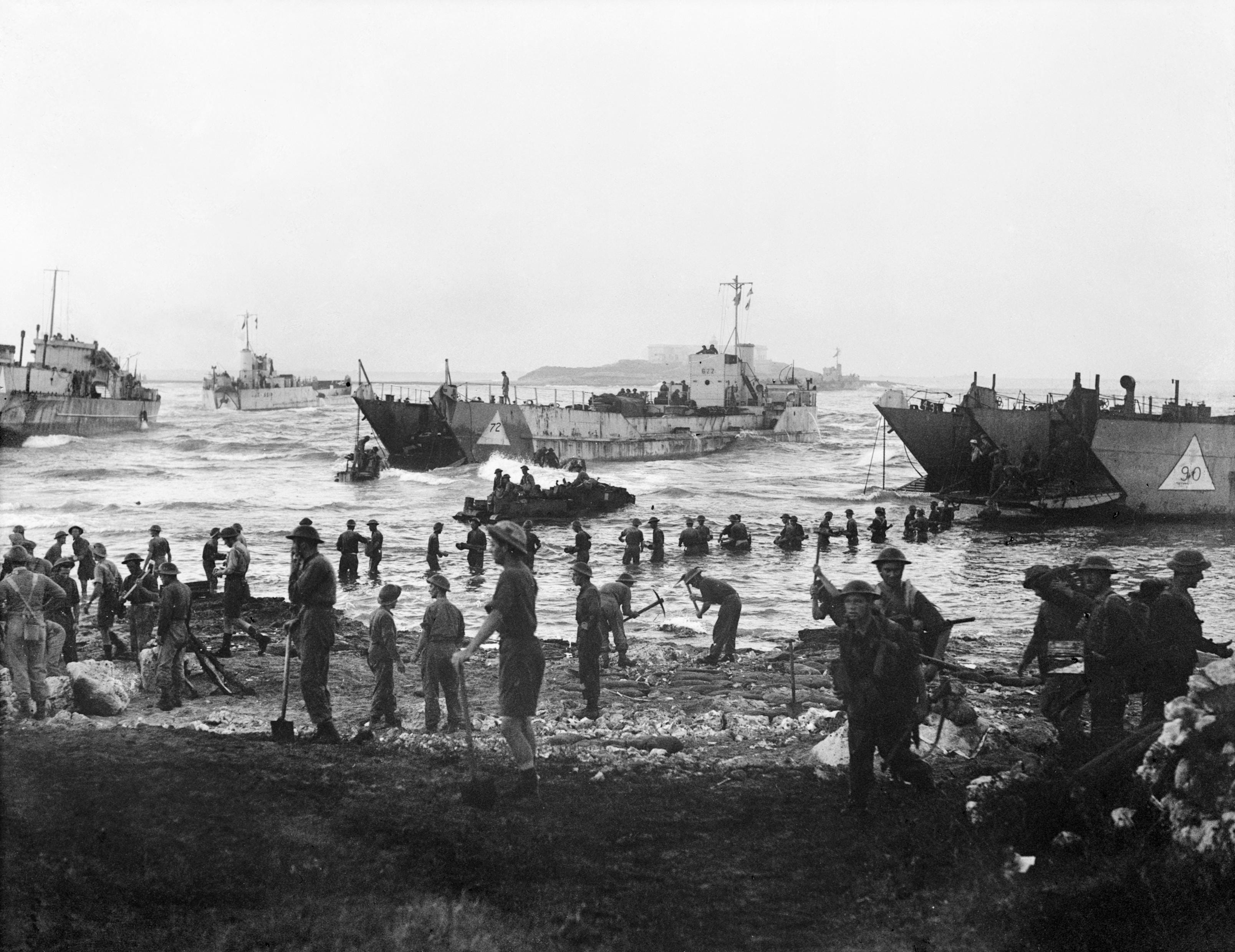
西西里島戰役，1943年。

登陸作戰（英語：landing operation），是指一場將登陸部隊運抵岸邊或陸地的軍事行動，目的是進行力量投射。登陸作戰的載具，在過去通常是凭借登陸艇；但在現代，也能使用其他船舰與航空器達到同樣效果以進行戰鬥。
現代的登陸作戰部隊，依照載具的不同，可概分為兩棲作戰部隊，與空降部隊。

## 另見
- 兩棲戰
- 登陸
- 遠征戰鬥載具
- 諾曼第戰役
- 海軍陸戰隊
- 搶灘